# Jóhann Laxdal
Jóhann Laxdal est un footballeur islandais né le 27 janvier 1990. Il joue au poste d'arrière droit pour Stjarnan.

## Biographie
Jóhann Laxdal réalise l'essentiel de sa carrière au club de Stjarnan, où il débute en 2007 à l'âge de 17 ans. Le club de Garðabær évolue alors en seconde division, et Jóhann joue 9 matchs. Stjarnan est finalement promu à l'issue de l'année 2008, lors de laquelle le jeune islandais dispute 20 matchs.
Il découvre ainsi l'Úrvalsdeild, qu'il ne quittera que pour un bref passage en 1. divisjon, la deuxième division norvégienne. Il est en effet prêté à Ullensaker/Kisa IL, basé à Jessheim, en février 2014.
Mais Jóhann revient à Stjarnan en juillet 2014, et il est l'un des joueurs les plus capé au sein du club.

## Sélections islandaises
Laxdal passe par toutes les catégories jeunes en Islande, et obtient une sélection A lors d'un match face aux îles Féroé en 2013.